# Bosman-szabály
A Bosman-szabály az Európai Bíróság C-415/93. számú ítéletének népszerű elnevezése.

## A Bosman-ügy
Jean-Marc Bosman belga labdarúgó keresettel fordult az Európai Bírósághoz. Bosman ugyanis 1990-ben visszautasította a szerződéskötést klubjával, az RC Liege-zsel, ennélfogva felkerült a klub áthelyezhető (sportnyelven: átigazolható) játékosainak listájára. A belga URBSFA (Labdarúgó-szövetségek Belga királyi Uniója) és az UEFA akkori gyakorlata szerint a klub 11 743 000 belga frankot {mai árfolyamon: kb.: 293 575 €} kért a játékos átigazolásáért más kluboktól. Mindez, a klubok által foglalkoztatható külföldi játékosok számának maximálását kimondó szabállyal együtt, lehetetlenné tette, hogy Bosman más klubnál elhelyezkedjen.
A Bíróság 1995. december 15-i ítéletében kimondta, hogy az áthelyezési díjak nem összeegyeztethetők az EK-Szerződés 39. Cikkében (egykori 48. Cikkében) foglalt szabállyal, azaz a személyek szabad mozgásának a jogával. Megállapította továbbá, hogy a külföldi játékosok számának korlátozása az Európai Unió tagállamai állampolgárai közötti hátrányos megkülönböztetést valósítanak meg (ún. megkülönböztetés állampolgárság alapján).